# Mihálisz Kakojánisz
Mihálisz Kakojánisz (görög betűkkel: Μιχάλης Κακογιάννης; Limassol, Ciprus, 1922. június 11. – Athén, 2011. július 25.) görög filmrendező, forgatókönyvíró, színész.

## Életpályája
Mihálisz Kakojánisz 1922. június 11-én született Cipruson Sir Panajótisz és Lady Kakojánisz gyermekeként.
Tanulmányait a Központi Színművészeti Főiskolán, valamint az Old Vic Főiskolán végezte.
1941-1950 között a BBC görög adásainak irányítója volt. Közben 1943-tól ügyvédként is dolgozott. 1950-1951 között színházi rendező volt. 1951-1952 között Hollywoodban dolgozott. 1952-1953 között Athénban vágó, 1953-tól filmrendező volt. 1968-1975 között emigrációban élt, majd hazatért.
2011. július 25-én hunyt el egy athéni kórházban.

## Színházi rendezései
- Euripidész–Sartre: Trójai nők (1965)
- Whitting: Ördögök (1966)
- O’Neill: Amerikai Elektra (1967)
- Shakespeare: Rómeó és Júlia (1968)
- Euripidész: Iphigenia Auliszban (1968)
- Puccini: Bohémélet (1972)
- Szophoklész: Oidipusz király (1973)
- Euripidész: Bacchánsnők (1977)
- Shakespeare: Antonius és Cleopatra (1979)
- Zorba (1983)
- Szophoklész: Elektra (1983)
- Gluck: Iphigénia Auliszban, Iphigénia Tauriszban (1987)
- Mozart: Titus kegyelme (1988)
- Cherubini: Médeia (1995)

## Filmjei

### Rendezőként
- Vasárnapi ébredés (1953)
- Stella (1955)
- A fekete ruhás lány (1956)
- Az utolsó hazugság (1958)
- A hitel vége (1958)
- A roncs (1961)
- Utolsó tavaszunk (1961) (forgatókönyvíró is)
- Elektra (1962) (forgatókönyvíró és producer is)
- Zorba, a görög (1964) (forgatókönyvíró és producer is) - a produkció három Oscar-díjat nyert, a rendezőt is jelölték az Amerikai Filmakadémia díjára[4]
- A nap, amikor partra jött a hal (1967) (forgatókönyvíró is)
- Trójai nők (1972) (forgatókönyvíró is)
- Jákob és József története (1974)
- Attila 74 (1975) (forgatókönyvíró is)
- Iphigenia (1977) (forgatókönyvíró és vágó is)
- Édes haza (1987) (forgatókönyvíró és producer is)
- Fel, le és oldalt (1992)
- Varja (1998)
- Cseresznyéskert (2000)

### Producerként
- Eroica (1960) (forgatókönyvíró is)

### Színészként
- Cézár és Kleopátra (1945)

## Díjai
- Fémina-díj (1977)
- a jeruzsálemi fesztivál életműdíja (2000)
- a kairói fesztivál életműdíja (2002)